# اومانتای
اومانتای (به لاتین: Omanthai) یک منطقهٔ مسکونی در سری‌لانکا است که در ناحیه واوونیا واقع شده‌است.